# 889 a.C.

## Eventos
- Ascensão do faraó Taquelote I (r. 889–874 a.C.)[1][2]

## Mortes
- Osocor I, segundo faraó da XXII dinastia[1][2]